# VW Lamando L

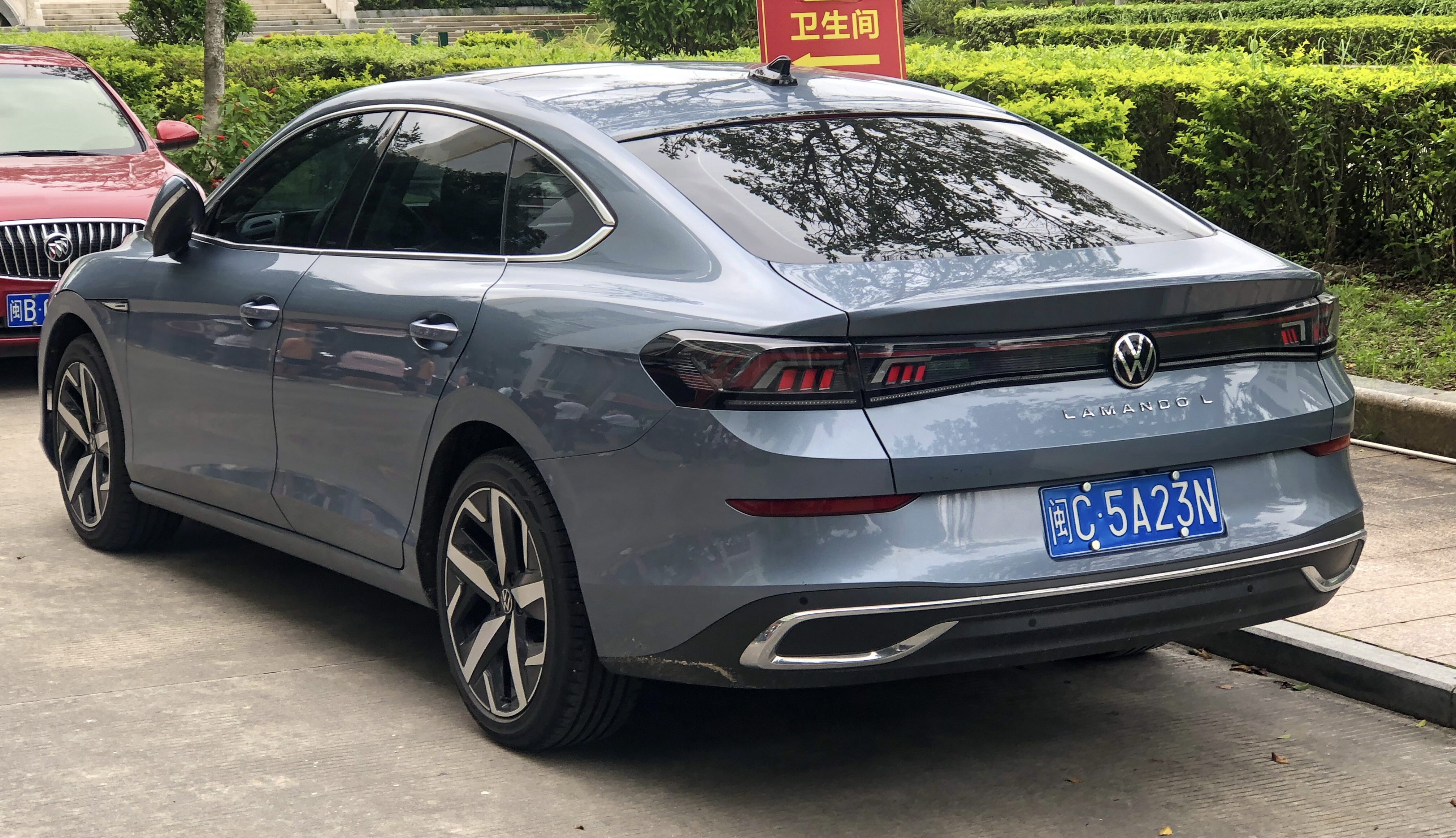
Heckansicht

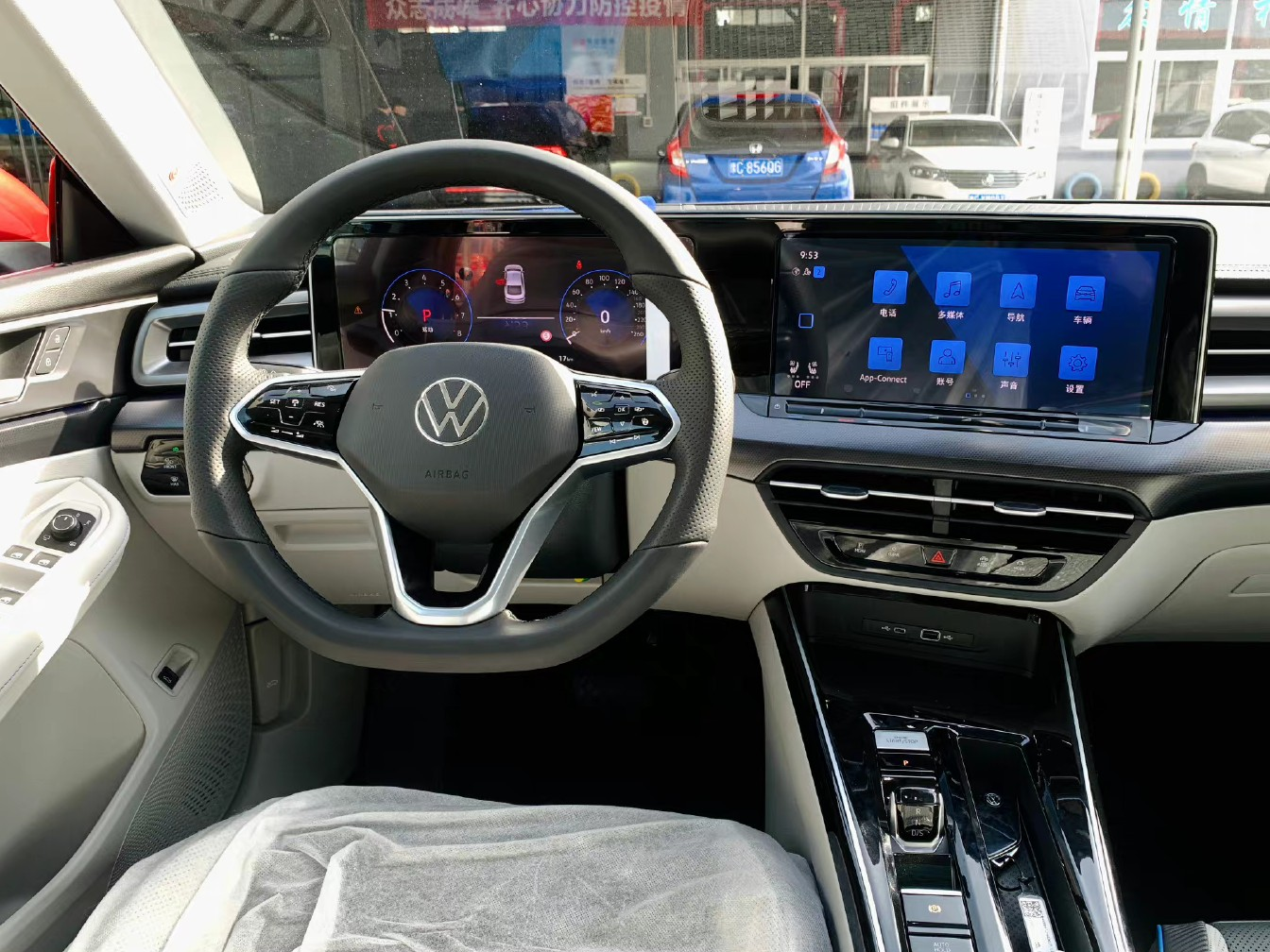
Innenansicht

Der VW Lamando L ist eine 2022 vorgestellte Limousine der Marke Volkswagen und basiert auf dem MQB evo. Sie ist die zweite Generation des 2014 eingeführten Lamando, der parallel zum Lamando L für kurze Zeit weiter gebaut wurde.

## Geschichte
Erste Bilder der Baureihe wurden im Juli 2021 vom chinesischen Ministerium für Industrie und Informationstechnologie im Rahmen des Homologationsprozesses veröffentlicht. Die offizielle Vorstellung erfolgte im Januar 2022 über die chinesische Social-Media-Plattform Sina Weibo. Produziert wird das Fahrzeug wie der VW Phideon bei SAIC Volkswagen seit Frühjahr 2022 für den chinesischen Markt und die Philippinen.
Eine überarbeitete Version der Baureihe wurde im März 2025 präsentiert. Bilder einer sportlicheren GTS-Version wurden erstmals im Mai 2025 veröffentlicht.

## Ausstattung
Der Lamando L hat vorn und hinten LED-Leuchtbalken, das VW-Logo leuchtet vorne weiß und hinten rot. Weiter ist er mit Schiebedach, einem Shift-by-Wire-DSG, einem Head-up-Display, Soundsystem, elektrischen Vordersitzen und adaptiven Tempomat ausgestattet. Es werden die Farben Grau, Weiß, Rot und zwei verschiedene Blautöne angeboten.
Die Displays der Armaturentafel, die der des Golf VIII ähnlich ist, sind unter einer gebogenen Scheibe zusammengefasst.

## Technik
Die Fenster in den Türen des Fahrzeugs sind rahmenlos.
Zum Marktstart stand für den Lamando L ausschließlich ein 1,4-Liter-TSI-Ottomotor mit 110 kW (150 PS) zur Verfügung. Er hat Vorderradantrieb und ein 7-Stufen-Doppelkupplungsgetriebe, außerdem hinten serienmäßig eine Mehrlenkerachse. Im November 2022 wurde ein 1,2-Liter-TSI-Ottomotor mit 85 kW (116 PS) angekündigt.

### Technische Daten
|                                                        | 1.2 TSI                          | 1.4 TSI                          | 1.5 TSI                          | 2.0 TSI GTS      |
| Bauzeitraum                                            | seit 08/2023                     | seit 03/2022                     | ab 2025                          | ab 2025          |
| Motorkenndaten                                         |                                  |                                  |                                  |                  |
| Motortyp                                               | R4-Ottomotor                     | R4-Ottomotor                     | R4-Ottomotor                     | R4-Ottomotor     |
| Hubraum                                                | 1197 cm³                         | 1395 cm³                         | 1498 cm³                         | 1984 cm³         |
| max. Leistung bei min−1                                | 85 kW (116 PS) bei 5000          | 110 kW (150 PS) bei 5000         | 118 kW (160 PS)                  | 162 kW (220 PS)  |
| max. Drehmoment bei min−1                              | 200 Nm bei 1800–3700             | 250 Nm bei 1750–3000             | 250 Nm                           | 350 Nm           |
| Kraftübertragung                                       |                                  |                                  |                                  |                  |
| Antrieb                                                | Vorderradantrieb                 | Vorderradantrieb                 | Vorderradantrieb                 | Vorderradantrieb |
| Getriebe                                               | 7-Stufen-Doppelkupplungsgetriebe | 7-Stufen-Doppelkupplungsgetriebe | 7-Stufen-Doppelkupplungsgetriebe |                  |
| Messwerte                                              |                                  |                                  |                                  |                  |
| Höchstgeschwindigkeit                                  | 200 km/h                         | 200 km/h                         | 200 km/h                         | 240 km/h         |
| Beschleunigung, 0–100 km/h                             | k. A.                            | 8,9 s                            | k. A.                            | k. A.            |
| Kraftstoffverbrauch auf 100 km (kombiniert, nach WLTP) | 5,9 l Super                      | 5,9 l Super                      | k. A.                            | k. A.            |
| Tankinhalt                                             | 51 l                             | 51 l                             | 51 l                             | 51 l             |
| Abgasnorm                                              | China VI                         | China VI                         | China VI                         | China VI         |